# Fotadrevo
Fotadrevo is een plaats en commune in het zuiden van Madagaskar, behorend tot het district Ampanihy, dat gelegen is in de regio Atsimo-Andrefana. Tijdens een volkstelling in 2001 telde de plaats 34.850 inwoners.
De plaats biedt alleen lager onderwijs en beperkt middelbaar onderwijs aan. 60% van de bevolking werkt als landbouwer en 30% houdt zich bezig met veeteelt. Het belangrijkste landbouwproduct is rijst; andere belangrijke producten zijn pinda's, maniok en uien. Verder is 9% actief in de dienstensector en heeft 1% een baan in de industrie.